# Нодія Леван Георгійович
Леван Георгійович Нодія (груз. ლევან გიორგის ძე ნოდია; нар. 5 січня 1949, Кутаїсі, Грузинська РСР) — радянський грузинський футболіст, нападник. Майстер спорту СРСР (1967), кавалер Ордену Честі (Грузія).

## Життєпис
У футболі з 1959 року, перший тренер — Карло Хурцидзе. З 1966 по 1967 рік виступав за кутаїське «Торпедо». 1967 року перейшов до «Динамо» (Тбілісі). 1976 року повернувся до «Торпедо», де й завершив кар'єру.
Залучався до молодіжної збірної СРСР.

## Особисте життя
Старший брат, Гіві Нодія (1948—2005), також футболіст.

## Досягнення
«Динамо» (Тбілісі)
- Чемпіонат СРСР
  -  Бронзовий призер (3): 1969, 1971, 1972

юнацька збірна СРСР
- Юнацький чемпіонат Європи (U-18)
  -  Чемпіон (1): 1967